# Jop Fackeldey
Joseph Aloysius (Jop) Fackeldey (Nijmegen, 30 oktober 1959) is een Nederlandse politicus van de PvdA. Sinds 18 april 2018 is hij lid van de Gedeputeerde Staten van Flevoland.

## Biografie

### Opleiding en loopbaan
Fackeldey ging van 1972 tot 1978 naar de mavo en havo en volgde van 1978 tot 1985 een lerarenopleiding en een MO-A Nederlands aan de Hogeschool Interstudie. Van 1990 tot 1993 volgde hij een opleiding Bedrijfskundig analist VOA-2 bij de VOAA en in 1995 een Basiscursus Marketing aan de Open Universiteit.
Gedurende zijn hele loopbaan was Fackeldey werkzaam als bedrijfs- en opleidingskundige. Zo werkte hij van 1980 tot 1989 bij het Technisch Creatief Centrum Nijmegen (TCCN) in Nijmegen, van 1989 tot 1998 bij Stichting IVIO in Lelystad en van 1998 tot 2007 als partner van Innogration Management Consultants in Monnickendam.

### Politieke loopbaan
Fackeldey was namens de PvdA van 2007 tot 2018 wethouder van Lelystad. Sinds 2018 is hij namens de PvdA lid van de Gedeputeerde Staten van Flevoland. Momenteel heeft hij in zijn portefeuille Energietransitie, Krachtige samenleving, Toerisme en recreatie, Kwaliteit openbaar bestuur en Communicatie en ICT. Hij is de 4e loco-commissaris van de Koning.